# Ramon Galloway
Ramon Bysheer Galloway (Filadelfia, 10 febbraio 1991) è un cestista statunitense.